# Tratado de Libre Comercio entre Colombia y Estados Unidos
|                                                 |                           |                           |             |  |
| Año                                             | Exportaciones de Colombia | Importaciones de Colombia | Balanza < 7 |  |
| 2005                                            | 8 849 380                 | 5 462 357                 | 3 387 023   |  |
| 2006                                            | 9 265 684                 | 6 708 604                 | 2 557 080   |  |
| 2009                                            | 11 323 117                | 9 451 459                 | 1 871 658   |  |
| 2010                                            | 15 659 298                | 12 067 665                | 3 591 633   |  |
| 2011                                            | 23 114 212                | 14 335 692                | 8 264 865   |  |
| 2013                                            | 21 626 227                | 18 369 302                | 3 256 925   |  |
| 2015                                            | 14 056 886                | 16 503 126                | - 2 446 240 |  |
| Datos en dólares estadounidenses (USD). Fuente: |                           |                           |             |  |

El Acuerdo de Promociones Comerciales entre Estados Unidos y Colombia, también llamado TLC (en inglés: Colombia Trade Promotion Agreement (TPA)), es un Tratado de Libre Comercio (TLC) entre Colombia y Estados Unidos. Aprobado el 12 de octubre de 2011 por el congreso de los Estados Unidos y en vigencia desde el 15 de mayo de 2012.

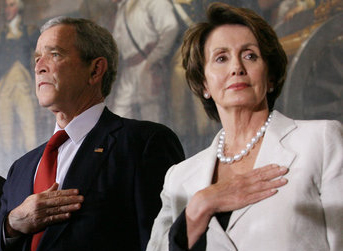
George Bush y Nancy Pelosi se enfrentaron por el trámite del tratado ante el Congreso.

## Historia
El 27 de febrero de 2006 se finiquitó este Tratado entre Colombia y los Estados Unidos, después de 21 meses, 15 rondas y 100 reuniones entre las partes.

### Aprobación
En cuanto a su trámite legislativo, para entrar en vigencia con rigor legal, debió surtirse su ratificación por parte de los congresos de Estados Unidos y Colombia.
Desde el 15 de mayo de 2012 entró en vigencia el Tratado de Libre Comercio (TLC) firmado por Colombia y los Estados Unidos con el objetivo de promover el comercio entre los dos países. El Tratado afecta todos los sectores de la economía y la vida productiva nacional, entre ellos las TIC.
Así mismo, en materia de compras directas de productos extranjeros los ciudadanos tendrán a su disposición listas de compras, en su mayoría libres de aranceles, a las cuales pueden acceder a través de los servicios de comercio electrónico. En este caso se debe tener en cuenta que aun cuando los impuestos de entrada pueden eliminarse, siempre estarán los costos de envío que pueden aumentar el valor final de un producto. Aquí los importadores mayoristas tienen las de ganar porque podrán ofrecer los productos habituales, y otros tantos a menor precio, y los clientes podrán ahorrarse los aranceles y los gastos de envío directo.
En Estados Unidos, al final del mes de agosto de 2006 el presidente George W. Bush entregó al Congreso de los Estados Unidos el texto final del acuerdo, para su discusión y aprobación. Desde abril de 2008 la votación para su aprobación quedó aplazada después de que el expresidente Bush enviara el tratado de manera intempestiva para su aprobación, lo que fue considerado como una presión indebida por parte del Partido Demócrata en cabeza de la presidenta de la Cámara Nancy Pelosi.
Durante la campaña presidencial del 2008 en Estados Unidos el tema del tratado salió a relucir en algunas ocasiones. El entonces candidato por el Partido Republicano de los Estados Unidos John McCain manifestó en un debate televisado su respaldo, mientras el entonces candidato por el Partido Demócrata de los Estados Unidos el presidente Barack Obama manifestó que no le parece conveniente mientras en Colombia persistan las violaciones a los derechos humanos de los sindicalistas. El 21 de octubre de 2008, el asesor para asuntos hemisféricos de la campaña demócrata, Dan Restrepo, manifestó que Obama comprende la importancia de Colombia para Estados Unidos y que eventualmente podría revaluar la conveniencia del tratado.
La demora en la aprobación definitiva del TLC, por parte de los congresos de ambos países, puso en aprietos a los exportadores que disfrutan de los beneficios arancelarios de la Ley de Preferencias Arancelarias Andinas y Erradicación de la Droga (ATPDEA).
Por su parte, el Congreso Colombiano ratificó el TLC, mediante ley 1143 del 4 de julio de 2007 y la Corte Constitucional, lo declaró ajustado a la constitución, el 24 de julio de 2008, por medio de la sentencia C-750 de 2008. En un inicio el tratado fue aprobado en el Congreso colombiano con la negativa de las bancadas de la oposición de la izquierda y centro izquierda, en los partidos del Polo Democrático Alternativo y Partido Liberal Colombiano, pero más tarde el principal opositor de este proyecto sería el Congreso de los Estados Unidos que no lo aprobó después de que el Partido Demócrata alcanzara las mayoría en el congreso de ese país y cambiaran las posturas frente a las políticas del gobierno Bush. Finalmente, el tratado entre Colombia y los Estados Unidos, fue aprobado por la Cámara de Representantes y el Senado estadounidense, el 12 de octubre de 2011.
El tratado fue aprobado en la VI Cumbre de las Américas que tuvo lugar en Cartagena del 9 de abril al 15 de abril de 2012, y entró en vigencia el 15 de mayo de 2012.

## Intercambios comerciales por estado estadounidense
| Principales Estados Vendedores de Importaciones a Colombia         |       |       |       |       |       |       |
| Principales Estados exportadores a Colombia (Millones USD)         |       |       |       |       |       |       |
|                                                                    | 2010  | 2011  | 2012  | 2013  | 2014  | 2015  |
| Texas                                                              | 4,414 | 5,098 | 5,629 | 7,287 | 7,295 | 6,028 |
| Florida                                                            | 2,522 | 2,840 | 3,102 | 3,306 | 3,123 | 2,536 |
| Luisiana                                                           | 728   | 893   | 1,415 | 1,904 | 2,842 | 2,077 |
| Illinois                                                           | 306   | 454   | 403   | 448   | 505   | 443   |
| Georgia                                                            | 267   | 331   | 333   | 342   | 357   | 309   |
| Misisipi                                                           | 233   | 444   | 277   | 296   | 200   | 227   |
| Tennessee                                                          | 297   | 327   | 275   | 289   | 347   | 253   |
| Carolina del Norte                                                 | 184   | 178   | 209   | 237   | N/A   | N/A   |
| Connecticut                                                        | 51    | 70    | 66    | 219   | N/A   | N/A   |
| Alabama                                                            | 154   | 193   | 189   | 210   | 215   | 187   |
| Carolina del Sur                                                   | 45    | 172   | 179   | 195   | 204   | 424   |
| Indiana                                                            | 91    | 115   | 152   | 169   | 196   | 213   |
| Wisconsin                                                          | 182   | 151   | 174   | 167   | N/A   | N/A   |
| Kentucky                                                           | 67    | 79    | 85    | 165   | 129   | 144   |
| Oklahoma                                                           | 74    | 127   | 125   | 103   | 90    | 60    |
| Kansas                                                             | 77    | 52    | 90    | 97    | 74    | 73    |
| Arkansas                                                           | 33    | 31    | 47    | 57    | 74    | 73    |
| Delaware                                                           | 23    | 28    | 26    | 28    | 30    | 35    |
| Wyoming                                                            | 9     | 16    | 23    | 19    | 41    | 24    |
| Idaho                                                              | 7     | 3     | 6     | 18    | N/A   | N/A   |
| Vermont                                                            | 2     | 3     | 5     | 7     | N/A   | N/A   |
| Distrito de Columbia                                               | 17    | 4     | 11    | 3     | N/A   | N/A   |
| Fuente: Importaciones compradas por Colombia a los Estados Unidos. |       |       |       |       |       |       |

|                                                                           |       |       |       |       |       |       |
| Principales Estados Compradores de exportaciones Colombia (Millones USD)) |       |       |       |       |       |       |
|                                                                           | 2010  | 2011  | 2012  | 2013  | 2014  | 2015  |
| Texas                                                                     | 5,258 | 8,236 | 8,447 | 7,453 | 5,482 | 2,413 |
| Florida                                                                   | 2,938 | 3,300 | 3,984 | 3,022 | 2,309 | 2,311 |
| California                                                                | 1,256 | 3,009 | 4,132 | 2,865 | 2,987 | 2,608 |
| Luisiana                                                                  | 919   | 1,689 | 2,283 | 2,841 | 1,930 | 1,183 |
| Nueva Jersey                                                              | 466   | 690   | 1,148 | 1,141 | N/A   | N/A   |
| Misisipi                                                                  | 1,823 | 2,489 | 974   | 991   | 631   | 405   |
| Massachusetts                                                             | 164   | 365   | 746   | 760   | 563   | 354   |
| Puerto Rico                                                               | 188   | 271   | 306   | 269   | 488   | 271   |
| Alabama                                                                   | 427   | 293   | 307   | 188   | 230   | 176   |
| Utah                                                                      | 2     | 39    | 1     | 84    | 342   | 328   |
| Delaware                                                                  | 70    | 365   | 344   | 79    | 378   | 970   |
| Islas Vírgenes                                                            | 18    | 1     | 6     | 41    | N/A   | N/A   |
| Nuevo Hampshire                                                           | 32    | 29    | 14    | 33    | N/A   | N/A   |
| Vermont                                                                   | N/A   | N/A   | 12    | 13    | 19    | 12    |
| Fuente: Exportaciones Colombianas compradas por Estados.                  |       |       |       |       |       |       |

## Controversia
Los partidarios del Tratado consideran que tiene los siguientes efectos favorables:
- El aporte de algunos puntos porcentuales al crecimiento económico: la cifra de este aporte también permanece sin consenso.[10]
- El crecimiento del volumen de comercio internacional del país, tanto en exportaciones como en importaciones.[10]
- La mejora de la percepción internacional que se tiene de Colombia en el exterior lo cual debe "reducir en algo el riesgo del país y el costo de endeudarse en el exterior".[10]
- El acceso (en una proporción difícil de precisar) de las empresas colombianas a las compras del sector público estadounidense.[10]
- Colombia gana con el TLC, porque tiene un contrato de estabilidad en las reglas del juego con su principal socio comercial".[11]

Los que están en contra del TLC argumentan en general que en el balance neto Colombia seguiría obteniendo una ganancia mínima, y reprochan lo siguiente:
- Distribución desigual de ventajas del TLC: El gobierno asumió oficialmente que hay ganadores y afectados cuando este tratado entrara en el vigor. Diferentes sindicatos han expresado su rechazo a ese acuerdo al considerarlo perjudicial para la economía nacional, principalmente en los aspectos agrícolas y de propiedad intelectual.[12] Sectores perjudicados son el arroz, el trigo, el maíz, el azúcar, la avicultura, la ganadería vacuna y la porcicultura. Van a resultar afectados, no porque desaparezcan, sino porque ahora van a tener que ganar menos, trabajar más y competir más. En todo caso, habrá unos cambios estructurales muy grandes si el TLC entrara en vigor. Los sectores más tocados por estos cambios serán: el sector agropecuario, el sector de la salud pública (se afecta el acceso a la salud por el acápite del mismo en el que los monopolios farmacéuticos norteamericanos “lograron subir los estándares de protección de su sector, por encima de los parámetros de la OMC...Eso se reflejará en menor competencia, mayor monopolio y, por ende, el incremento de los precios al consumidor”[13]), el sector industrial (por la entrada de productos remanufacturados que competirían con los productores nacionales a muy bajos costos).

Jorge Enrique Robledo, entonces senador del opositor Polo Democrático Alternativo y que actualmente pertenece al partido político Dignidad y Compromiso, consideró que el TLC "es un acuerdo de mula y jinete", que generará más pobreza y con el cual solo ganan los Estados Unidos.
- Falta de consulta popular (que sería imprescindible en un asunto tan importante). Las disputas alrededor del TLC son incrementadas por la ausencia de una consulta popular al respecto. Hasta ahora, diferentes gremios, sindicatos y ciudadanos comunes han expresado su rechazo a ese acuerdo al considerarlo perjudicial para la economía nacional, principalmente en los aspectos agrícolas y de propiedad intelectual.[12] Otros sectores económicos resultan claramente beneficiados, como las confecciones, las flores, los plásticos y los artículos de cuero. Frente a estas amplias divergencias, una consulta popular podría ser útil.